# Туробов, Сергей Анатольевич
Туробов Сергей Анатольевич (28.08.1961г., Луганск, УССР) - тренер  Федерации современного пятиборья Казахстана, мастер спорта СССР по  фехтованию, заслуженный тренер Украины, заслуженный работник физической культуры и спорта Украины.

## Биография
Начинал спортивную карьеру в фехтовании, выполнил норматив мастер спорта СССР, а также стал членом республиканской сборной УССР. 
В 1984 г. окончил  Ворошиловградский государственный педагогический институт, в 1985 г. поступил на работу в Ворошиловградскую ДЮСШ в качестве тренера по фехтованию. С 1988 г. по 2013 г. работал тренером по современному пятиборью в Луганской Школе высшего спортивного мастерства (ШВСМ), а с 2013 по 2015 - в ШВСМ  г. Киева.

## Достижения
Сергей Туробов - наставник первой олимпийской призерши в современном пятиборье Украины, которая также была его женой -  Виктории Терещук. В 2011 году был признан одним из лучших тренеров Луганска. С 2015 года и по настоящее время продолжает тренерскую деятельность в Казахстане, его воспитанница -  Елена Потапенко на Олимпийских Играх в Рио-де-Жанейро заняла 9-е место в личном зачёте и завоевала лицензию на участие в Олимпиаде в Токио.